# تجمعات محافظة السويداء السكانية
محافظة السويداء المحافظة السورية الثالثة عشرة من حيث عدد السكان بتعداد قدره (476,000) نسمة يشكلون ما نسبته 2% من إجمالي تعداد سكان سوريا، 
تعد مدينة السويداء أكبر تجمّع سكانيّ في المحافظة بتعداد قدره (73,641) نسمة، تليها مدن: شهبا بتعداد قدره (13,660) نسمة وصلخد بتعداد قدره (9,155) نسمة وبلدتي قنوات بتعداد قدره (8,324) نسمة والكفر بتعداد قدره (7,458) نسمة، بلغ تعداد التجمّعات السكانيّة في محافظة السويداء العام 2004 أكثر من 130 تجمّع سكنيّ ما بين مدينة وبلدة وبلديّة وحي وقرية ومزرعة.
وفقاً لمعهد واشنطن لسياسة الشرق الأدنى اعتبارًا من عام 2010، شكل الموحدون الدروز حوالي 90% من سُكان محافظة السويداء، وشكل المسيحيون حوالي 7% من السكان، وحوالي 3% من العرب السنّة. وهي المحافظة الوحيدة في سوريا ذات أغلبيَّة درزيَّة.

## تجمعات محافظة السويداء السكانية

### منطقة السويداء
- ناحية مركز السويداء: الأصلحا، السويداء، عتيل، الدارة، حبران، جبيب، الكفر، كفر اللحف، كناكر، خربا، مفعلة، مصاد، مياماس، المجيمر، عرى، قنوات، الرحى، رساس، ريمة حازم، سهوة بلاطة، سهوة الخضر، السكاكة، سليم، الثعلة، ولغا،  السمراوية، الشقراوية.
- ناحية المزرعة: الدور، الدويرة، جديا، المجدل 6، المزرعة، نجران، قراصة، ريمة اللحف، سميع، تعارة، الطيرة، صما.
- ناحية المشنف: بوسان، الغيضة، الكسيب، المنشف ، العجيلات، رامي، الرشيدة ، السعنا، سالة، الشبكي، الشريحي، طربا، الطيبة، أم رواق.

### منطقة صلخد
- ناحية مركز صلخد: إمتان، العانات، عرمان، الكاربس، المشقوق، المنيذرة، عوس، عيون، الرافقة، صلخد، صما البردان، شنيرة.
- ناحية القريا: تحولا، العفينة، برد، حوط، القريا.
- ناحية الغارية: عنز، الغارية، خربة عواد، المغير.
- ناحية ذيبين: بكا، ذيبين، أم الرمان.
- ناحية ملح: أبو زريق، بهم، الهويا، الحريسة، خازمة، ملح، قيصما، شعف، الشعاب، تل اللوز، طليلين، أم شامة.

### منطقة شهبا
- ناحية مركز شهبا: عمرة، بريكة، مجادل، مردك، المتونة، نمرة، صلاخد، شهبا، السويمرة، تيما، أم ضبيب، أم الزيتون.
- ناحية شقا،: عراجة، بارك، البثينة، دوما، الهيات، الهيت، الجنينية، القصر، الرضيمة، شقا، تعلا.
- ناحية العريقة: العريقة، داما، دير داما، حران، جرين، الخرسا، لبين، صميد، وقم.
- ناحية الصورة الصغيرة: حوش حماد، الصورة الكبيرة، الحقف، حزم، الخالدية، خلخلة، لاهثة، الصورة الصغيرة، اشهيب الشمالي، رضيمة اللواء، السالمية، ذكير، أم حارتين.

## وصلات خارجية
- وزارة الإدارة المحليّة السوريّة
- المركز الإحصائي السوري